# Brachionopus robustus
Brachionopus robustus är en spindelart som beskrevs av Pocock 1897. Brachionopus robustus ingår i släktet Brachionopus och familjen fågelspindlar. Inga underarter finns listade.